# Hardy Binguila
Pour les articles homonymes, voir Hardy (prénom).
Hardy Alain Samarange Binguila est un footballeur international congolais né le 17 juillet 1996 en République du Congo. Il évolue au poste de milieu offensif aux Diables noirs de Brazzaville.

## Biographie
Comme jeune joueur, Hardy Binguila joue la Coupe du monde des moins de 17 ans 2011 organisée au Mexique.
Il participe au championnat d'Afrique des nations 2014 avec une sélection congolaise composée uniquement par des joueurs locaux. Grâce à ses bonnes performances, il intègre en équipe première et est sélectionné pour la Coupe d'Afrique des nations 2015.
Le 1er septembre 2017, Hardy Binguila s'engage libre en deuxième division albanaise au KF Tirana.
Son frère Chabrol Binguila est un joueur de pétanque.